# Brachioppiella minima
Brachioppiella minima är en kvalsterart som beskrevs av Lee och Subías 1991. Brachioppiella minima ingår i släktet Brachioppiella och familjen Oppiidae. Inga underarter finns listade.